# Hansheinrich Kummerow

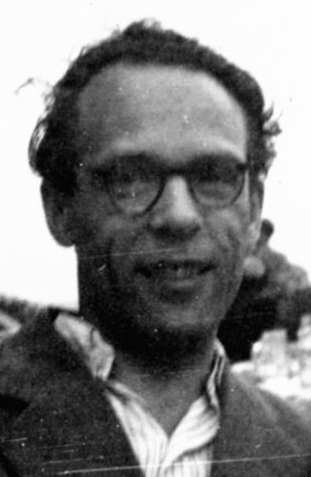
Hansheinrich Kummerow

Hansheinrich Kummerow (auch: Hans-Heinrich Kummerow, * 27. Februar 1903 in Magdeburg; † 4. Februar 1944 in Halle/Saale) war Wissenschaftler und Techniker, Doktor der Ingenieurwissenschaften und Widerstandskämpfer gegen den Nationalsozialismus.

## Leben
Kummerow wurde als Sohn des Geheimrates, Professors und Abteilungsleiters beim Provinzialschulkollegium, Heinrich Kummerow, und seiner Ehefrau Adele, geb. Lejeune, in Magdeburg geboren. Er legte dann nach dem Schulbesuch in Magdeburg und Posen 1921 am Gymnasium Steglitz in Berlin das Abitur ab. Ab dem Sommersemester 1921 studierte er zuerst drei Semester Musik. Am 16. Oktober 1922 immatrikulierte er sich an der Philosophischen Fakultät der Humboldt-Universität zu Berlin und studierte ein Semester Mathematik, wechselte dann aber 1923 zur Technischen Hochschule in Berlin-Charlottenburg und beendete 1927 das Studium der Chemie als Diplomingenieur. Als Vorlesungsassistent war er am Institut für physikalische Chemie und Elektrochemie der TH angestellt, wo er am 13. Juli 1929 mit der Dissertationsschrift Der thermische Zerfall des Stickoxyduls bei Max Vollmer zum Doktor der Ingenieurwissenschaften promovierte. Zusatzgutachter war Karl Andreas Hofmann.
Anfangs arbeitete Kummerow als Chefingenieur bei der Gasglühlicht-Auer-Gesellschaft bis zum 27. Oktober 1932 und danach im Entwicklungsbüro der Firma Loewe-Radio-AG in Berlin.
Obwohl er parteipolitisch ungebunden war, schloss er sich nach der „Machtergreifung“ kommunistischen Widerstandsgruppen an und organisierte mit Hans Coppi und Erhard Tohmfor Sabotageakte gegen die deutsche Rüstungsindustrie. Er beschaffte als Kundschafter wichtige wissenschaftlich-technische Informationen für die Sowjetunion, Frankreich und Großbritannien. Nach dem Überfall auf die Sowjetunion schloss er sich an die Rote Kapelle um Harro Schulze-Boysen und Arvid Harnack an und nutzte deren Nachrichtennetz für die Weitergabe wichtiger Informationen an die Rote Armee.
Fälschlicherweise wird Kummerow immer wieder mit dem Oslo-Report in Verbindung gebracht, der von dem damals bei Siemens angestellten Physiker Hans Ferdinand Mayer verfasst wurde.
Laut der Berliner Morgenpost „plante der Ingenieur Hans-Heinrich Kummerow 1942 ein Attentat auf den NS-Propagandaminister“ Joseph Goebbels. Kummerow hatte vor, eine Mine unter der Brücke, die zu Goebbels’ Anwesen auf der Insel Schwanenwerder führt, anzubringen und fernzuzünden.
Im November 1942 wurde er verhaftet und am 18. Dezember 1942 durch das Reichskriegsgericht zum Tode verurteilt. Am 4. Februar 1944 wurde er in Halle mit dem Fallbeil enthauptet. Im Sterberegister ist als Todesursache plötzlicher Herztod und Atemstillstand vermerkt.
Seine Ehefrau Ingeborg Kummerow, die er am 24. Oktober 1936 geheiratet hatte, wurde im Januar 1943 vom Reichskriegsgericht zum Tod verurteilt und am 5. August 1943 in Plötzensee enthauptet.

## Ehrungen

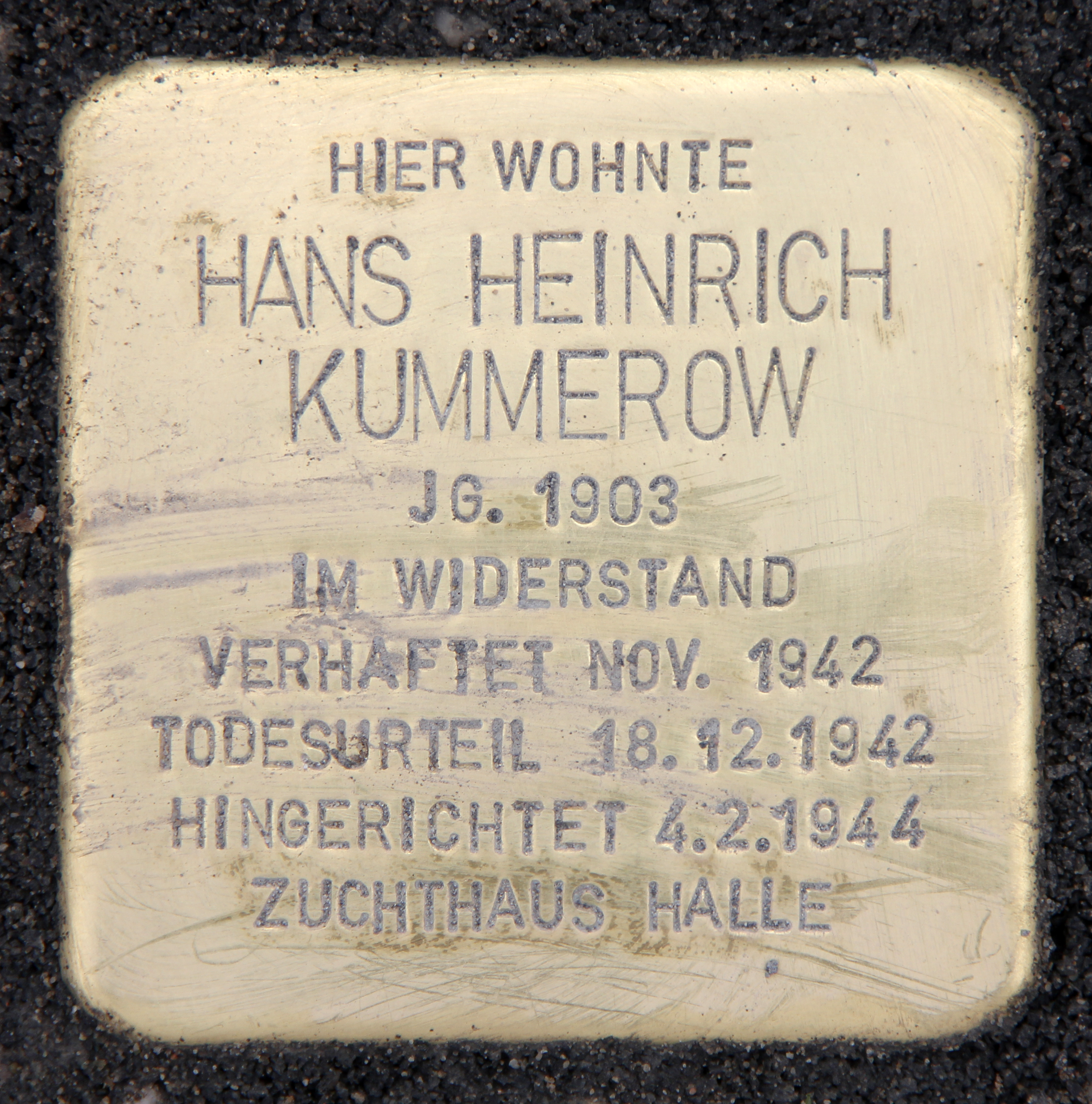
Stolperstein am Haus, Spanische Allee 166, in Berlin-Nikolassee

- 1969 wurde Hansheinrich Kummerow von der Sowjetunion postum mit dem Rotbannerorden ausgezeichnet.[4]
- In der DDR erhielt eine Straße im Magdeburger Neubaugebiet Neustädter Feld den Namen Hansheinrich-Kummerow-Straße. Sie wurde nach 1990 in Resewitzstraße umbenannt.
- Am 27. März 2015 wurde vor seinem ehemaligen Wohnort, Berlin-Nikolassee, Spanische Allee 166, ein Stolperstein verlegt.